# استفن زسنر
استفن زسنر (به انگلیسی: Steffen Zesner) (زادهٔ ۲۸ سپتامبر ۱۹۶۷) شناگر اهل آلمان شرقی است.